# Leihst du mir deinen Blick
Leihst du mir deinen Blick (französisch: Une Bouteille dans la mer de Gaza) ist ein Jugendroman von Valérie Zenatti aus dem Jahr 2005, der den Nahostkonflikt thematisiert. Geschildert wird die Freundschaft zwischen zwei jungen Leuten aus Jerusalem und Gaza.

## Handlung
Die 17-jährige Tal lebt im jüdischen Teil Jerusalems. Selbstmordanschläge gehören in dieser Stadt zum traurigen Alltag. Und doch ist Tal zutiefst erschüttert, als eine Bombe in einem Café ganz in der Nähe ihres Hauses explodiert. Sie stellt sich die Frage, weshalb der Hass zwischen Israel und Palästina kein Ende findet. Schließlich schreibt sie einen langen Brief, über sich, ihre Hoffnungen und Träume – und steckt ihn in eine Flasche. Ihr Bruder, der im Gazastreifen stationiert ist, wirft die Flasche für sie dort ins Meer. Nach langem Warten bekommt sie eine E-Mail: vom zwanzigjährigen Gazaman, der im Gazastreifen lebt.

## Auszeichnungen
Das Buch ist für den Deutschen Jugendliteraturpreis und den Gustav-Heinemann-Friedenspreis für Kinder- und Jugendbücher nominiert. Im Jahre 2011 gewann das Buch den Prix des lycéens autrichiens 2011.

## Die Autorin
Die Autorin Valérie Zenatti, 1970 in Nizza geboren, hat ihre Jugend in Israel verbracht. Dort leistete sie auch, wie alle jungen Männer und Frauen, ihren Militärdienst ab. Heute lebt sie als Autorin in Paris und übersetzt Bücher aus dem Hebräischen. Ihre Jugendromane sind von ihren Erfahrungen des israelischen Lebens geprägt. „Leihst du mir deinen Blick“ ist ihr erstes ins Deutsche übersetzte Buch. Die Originalausgabe erschien 2005 bei l’École des loisirs, Paris, unter dem Titel „Une bouteille dans la mer de Gaza“.

## Belege
1. ↑  Bildungsdirektion Salzburg: Literaturpreis. Abgerufen am 10. Januar 2019.